# Лазович, Тиана
Тиана Лазович (хорв. Tihana Lazović; род. 1990, Задар, СФРЮ) — хорватская актриса

.

## Биография
Тиана Лазович родилась в Задаре в 1990 году. Отец Миленко Лазович был футбольным вратарём, мать Гордана является преподаватель итальянского и английского языка, а старшая сестра Таяна Лазович является преподавателем фортепиано. Окончила Академию драматического искусства в Загребе. Выступает в группе «Tihana i tatini sinovi».
Трижды удостоена кинематографических премий Хорватии: премия «Берёза» за лучший дебют (Šuti, 2013), две премии «Золотая арена» за лучшую женскую роль (Zvizdan, 2015; Samo kad se smijem, 2023).